# Ruwenzorornis johnstoni
El turaco del Ruwenzori o turaco del Ruwenzori (Gallirex johnstoni, sin. Ruwenzorornis johnstoni y Musophaga johnstoni) es una especie de ave Musophagiformes de la familia Musophagidae que vive en los bosques tropicales montanos de África Central. 

## Taxonomía
En un principio se clasificó a esta especie en el género Ruwenzorornis. Sin embargo, está clasificación no parece correcta y hay un debate entre los científicos sobre si incluirla, junto con su pariente más cercano el Turaco crestimorado, dentro del género Musophaga o si, por el contrario, clasificarla en un género propio: Gallirex. Se reconocen tres subespecies:
- G. j.  johnstoni (Sharpe, 1901) - vive en las Montañas Rwenzori en el noreste de República Democrática del Congo y sudoeste de Uganda.
- G. j.  kivuensis (Neumann, 1908) - cordillera Kivu en el este de República Democrática del Congo, volcanes Virunga y bosque Nyungwe en Ruanda y Burundi, y parques nacionales Bwindi y Mgahinga en el suroeste de Uganda.
- G. j. bredoi (Verheyen, 1947) - vive en el monte Kabobo en el este de República Democrática del Congo.

## Descripción
El turaco del Ruwenzori mide alrededor de 43-46 cm de largo del pico a la cola y pesa hasta 260 g. Es un ave con un plumaje multicolor muy llamativo. El cuello, el pecho, el abdomen y la parte superior de la espalda son de un verde brillante sólo interrumpido por una mancha circular de color anaranjado en mitad del pecho. Las alas y la cola son de color violáceo, con las plumas primarias de las alas de un color rojo muy llamativo sólo visibles durante el vuelo. Sobre la cabeza, de color verde más oscuro, presenta una cresta de color azul oscuro o negro; y debajo del pico tiene una mancha de este mismo color. La nuca y el anillo ocular son de un rojo muy llamativo. El pico es de color crema.

## Distribución y hábitat
Se encuentra en los bosques tropicales de las montañas Ruenzori y Mitumba, en Burundi, Ruanda, Uganda y el este de la República Democrática del Congo. Vive entre los 2000 y los 3600 m de altitud.
Su hábitat consiste en bosques tropicales de montaña, mostrando preferencia por zonas donde abundan bambús y coníferas del género Podocarpus.

## Comportamiento
Al igual que otras especies de turaco, se trata de un ave de comportamiento diurno y arbóreo, que solo baja al suelo para beber, y que pasa la mayor parte del día alimentándose en la copa de los árboles. No es un gran volador y utiliza el vuelo solo en cortas distancias prefiriendo desplazarse mediante saltos o corriendo por las ramas. Son animales territoriales que viven en parejas o en pequeños grupos.
El turaco del Ruwenzori es una especie fitófaga. Su dieta se compone en un 92% de frutos y el resto de hojas. Se alimenta generalmente de frutas y bayas, pero también consume otra materia vegetal, como hojas y flores, así como algunos artrópodos.
La temporada de cría está relacionada con la estación de las lluvias. El cortejo consiste en llamadas, persecuciones entre árboles, alimentación mutua y sacudidas de cabeza. Cuando la hembra este lista se agachará y dejará que el macho la monte. Este turaco construirá un nido de ramitas sueltas y materia vegetal en la zona más alta de los árboles y plantas de bambú y allí pondrá, generalmente, dos huevos de color blanco grisáceo que se incubarán alrededor de 20 días. Ambos progenitores participarán en la incubación de los huevos y en el posterior cuidado de las crías. Los polluelos permanecerán en los alrededores del nido durante sus primeras semanas de vida. A las 4 o 5 semanas ya serán capaces de volar y abandonarán el nido aunque seguirán necesitando el cuidado de sus padres.

## Conservación
El turaco del Ruwenzori está catalogado como preocupación menor por la UICN. Esto se debe a que su zona de distribución se encuentra prácticamente inalterada y no se enfrenta a ninguna amenaza importante.